# سارة أو
سارة أو (بالإنجليزية: Sarah Oh)‏ هي عارضة أمريكية، ولدت في 1991 في لوس أنجلوس في الولايات المتحدة.

## وصلات خارجية
- سارة أو على موقع IMDb (الإنجليزية)
- سارة أو على موقع قاعدة بيانات الفيلم (الإنجليزية)